# Motukorure Island
Motukorure Island, auch als Centre Island bekannt, ist eine kleine Insel an der Ostküste der Coromandel Peninsula an der Nordinsel von Neuseeland.

## Geographie
Die Insel befindet sich in der Mercury Bay, rund 6,6 km ostnordöstlich von Whitianga. Mit einer Höhe von 62 m und einer Flächenausdehnung von 1,6 Hektar, besitzt die kleine Insel sehr steile Hänge. Von der Form eines rechten Winkels, besteht sie aus zwei Teilen, dem südlichen höheren Teil und dem nordöstlichen rund 40 m hohen Teil. Die Insel erstreckt sich über rund 240 m in Südsüdwest-Nordnordost-Richtung und misst an der breitesten Stelle, die sich im nordöstlichen Teil befindet, rund 85 m in Nord-Süd-Richtung.
Außer an den steilen Hängen sind beide Teile mit Büschen und Bäumen bewachsen.